# Al-Razfa
Au sultanat d'Oman et aux Émirats arabes unis, l'Al-Razfa désigne une tradition qui mêle chant poétique, accompagnement instrumental et danses, pratiquée pendant de grandes occasions. À l'origine, il s'agissait d'une célébration de victoire d'ordre militaire : c'est, pendant l'époque contemporaine, un divertissement. En 2015, à la suite d'une décision de l'Unesco, « L’Al-Razfa, un art traditionnel du spectacle » est inscrit sur la liste représentative du patrimoine culturel immatériel de l'humanité, rattaché aux États d'Oman et des Émirats arabes unis. 

## Pratique et transmission
Aux Émirats arabes unis et au Sultanat d’Oman, l'art de l'Al-Razfa est pratiqué par des hommes de tous âges et classes sociales, constituant une majorité de la population. Cette pratique se transmet de génération en génération, par observation et reproduction, et est effectuée par des enfants comme par d'anciens chefs d'État et par des hommes âgés. Si l'Al-Razfa est masculin, il arrive que des femmes et des filles participent en dansant, faisant bouger leur chevelure au rythme de la musique (elles sont nommées les  Na’ashat) : la transmission a lieu entre hommes (communauté masculine) et entre femmes (mères, sœurs aînées). Les occasions sont des jours sociaux, qu'il s'agisse de mariages ou de journées nationales. Cet art du spectacle passa de célébration militaire à divertissement festif lors de l'époque contemporaine. La transmission contemporaine mêle l'adaptation des instruments et mélodies susceptibles de plaire aux jeunes générations à la préservation de la tradition. Plusieurs institutions, dont certaines sont gouvernementales, cherchent à préserver cette tradition. 
Lors de l'exécution, deux rangées d'hommes ou de garçons (nommés Al-Razeefa ou Al-Muzafnen) sont placées face à face. Des danseurs interviennent entre ces rangées. Accompagnés de tambours et d'autres instruments, les hommes des rangées forment deux chœurs, chantant à tour de rôle. Les paroles sont tirées de poèmes traditionnels nabati qui sont sélectionnés pour cette fête. Les danseurs qui évoluent au rythme de la musique portent de faux fusils, armes factices faites de bois. Les interprètes portaient des épées ou des poignards, remplacées pendant l'époque contemporaine par de fines cannes de bambou. Réservé à l'origine aux communautés et groupes bédouins des zones désertiques d'Al Dhafra, à l'ouest de la ville d'Abu Dhabi, l'Al-Razfa se répandit dans les Émirats arabes unis, dans les villes comme dans les régions côtières et montagneuses.

## Reconnaissance
En 2015, « L’Al-Razfa, un art traditionnel du spectacle  » intègre la liste représentative du patrimoine culturel immatériel après une décision de l'UNESCO. Il est rattaché à deux pays : Oman et les Émirats arabes unis.  